# Liocarcinus navigator
Espèce
Liocarcinus navigator, l’Étrille arquée ou Portune moucheté, est une espèce de crabes de la famille des Carcinidae, des Portunidae ou des Polybiidae selon les classifications.

## Distribution
Cette espèce se rencontre dans l'Atlantique Nord de la Mauritanie à la mer Baltique.

## Référence
- Herbst, 1794 : Versuch einer Naturgeschichte der Krabben und Krebse nebst einer Systematischen Beischreibung ihrer Verschieden Arten. vol. 2, Part 5, p. 147-162.